# Čekárna
Čekárna je otevřená ale i uzavřená místnost určená pro osoby, které čekají na nějakou společenskou službu. Nejčastěji je využívána v dopravě nebo ve zdravotnických zařízeních.

## V dopravě

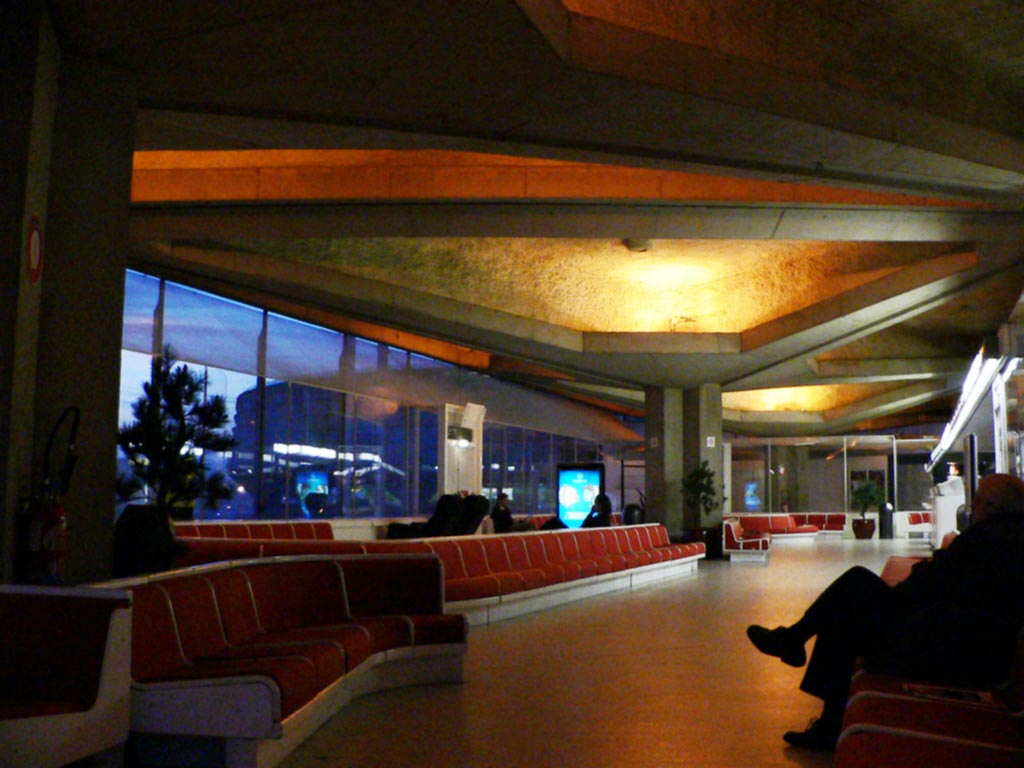
Čekárna na letišti Charlese de Gaulla v Paříži

V hromadné dopravě se jedná o prostor nebo místnost určenou pro cestující, která je obvykle umístěna v nádražní budově. Je to místnost, která má ulehčit čekání na dopravní spojení, zde pak zejména těm cestujícím, kteří jsou nějak indisponováni např. svým věkem (děti a staří lidé), nemocí či invaliditou apod. a delší stání by jim mohlo být na obtíž nebo by jim mohlo zdravotně uškodit. Většina čekáren by měla mít alespoň základní vybavení k sezení, tedy židle nebo lavice, a v zimě by měla být vždy vhodně vytápěna. Pokud na nádraží funguje místní rozhlas, měl by být zaveden i v čekárně.
Ve velkých nádražních budovách, kde prochází větší množství cestujících, může být vhodně doplněna o další doplňkové služby pro cestující, zejména o služby informační povahy.
Na zastávkách, kde není žádná nádražní budova, mohou funkci provizorní čekárny nahradit různé provizorní zastřešené stavby a účelové přístřešky apod.

## Ve zdravotnictví
Čekárny jsou používány i ve zdravotnictví. V převážné míře se jedná o předsálí před ordinacemi nebo jinými prostorami ve zdravotnických zařízeních, které poskytují ambulantní ošetření nebo laboratorní vyšetření apod. V některých zdravotnických zařízeních jsou jako čekárny využívány i běžné široké spojovací chodby.